# مطعم الساحرة
مطعم الساحرة (هانغل: 마녀식당으로 오세요)؛ هي سلسلة ويب كورية جنوبية لعام 2021. عرضت على منصة Tving الكورية كل يون الجمعة من بداية 16 يوليو 2021. وتم إعادة بثه مرة أخرى في 5 يناير 2022 ، على شبكة تي في ان.

## القصة
مطعم ليلي غامض مثير للشبهات لكنّه مُنارة أمل لحيوات سوداوية، تُهدى إليه قلوب بائسة مُتعطشة للسلوان حتّى لو كان في مُجرد وجبة عشاء، قلوب مُتلهفّة لتحقيق أمنياتها بأي ثمن حتّى لو على حساب أرواحها. هنيئًا لهم فقد اقتادهم اليأس لساحرة تُحقق الأمنيات وويل لهم فالثمن نظير ذلك سيكون غاليًا جدًا. فماذا يحدث لو جمع اليأس المُحطمة قلوبهم تحت سقف واحد؟ وما السر وراء تلك الساحرة وصديقتها البشرية اللتان تُديران المطعم؟

## طاقم
- سونغ جي هيو بدور جو هي را

ساحرة وصاحبة مطعم تبيع طعامًا يحقق رغبات الناس مقابل أرواحهم أو غير ذلك من الأشياء التي يتمناها من زبونها.
- نام جي هيون بدور جيونغ جين.

موظفة في مطعم جو هي را، ولديها جانب مظلم في حياتها.
- تشاي جونج هيوب بدور لي جيل يونج

طالب في المدرسة الثانوية أثناء النهار وموظف بدوام جزئي في مطعم جو هي را أثناء الليل.

## المشاهدات
| الموسم | الموسم | رقم الحلقة | رقم الحلقة | رقم الحلقة | رقم الحلقة | رقم الحلقة | المتوسط     |
| الموسم | الموسم | 1          | 2          | 3          | 4          | 5          | المتوسط     |
| ------ | ------ | ---------- | ---------- | ---------- | ---------- | ---------- | ----------- |
|        | 1      | 491        | 469        | 521        | 528        | 461        | ستُعلن لاحقًا |

| الحلقات | تاريخ البث    | متوسط حصة الجمهور (Nielsen Korea) | متوسط حصة الجمهور (Nielsen Korea) |
| الحلقات | تاريخ البث    | على الصعيد الوطني                 | سيئول                             |
| --- | ------------- | --------------------------------- | --------------------------------- |
| 1 | 5 يناير 2022  | 2.282%                            | 2.960%                            |
| 2 | 6 يناير 2022  | 1.982%                            | 2.389%                            |
| 3 | 12 يناير 2022 | 2.289%                            | 3.023%                            |
| 4 | 13 يناير 2022 | 2.095%                            | 2.281%                            |
| 5 | 19 يناير 2022 | 1.767%                            | 2.002%                            |
| المعدل | المعدل        | %                                 |                                   |
| - تُبث هذه الدراما على قناة الكابل / التلفزيون المدفوع الذي عادةً ما يكون جمهوره أصغر نسبيًا مقارنةً بالمحطات التلفزيونية / العامة (KBS ، SBS ، MBC ، EBS). |               |                                   |                                   |

## الإنتاج
- التخطيط العام : لي ميونغ هان & جي إيول يانغ (مدراء منصة Tving لي أيضا هو المدير العام لقناة tvN). منصة Tving هي مشروع مشترك بين CJ E&M وJTBC. إنها منصة تبث الدراما والعروض الترفيهية والأفلام التلفزيونية الحصرية.[11][12]
- فريق العمل : Apollon Studio.
- موسيقي : هيو سيونغ جين.

## روابط خارجية
- عشاء الساحرة على موقع IMDb (الإنجليزية)
- عشاء الساحرة على موقع كينوبويسك (الروسية)
- عشاء الساحرة على موقع قاعدة بيانات الفيلم (الإنجليزية)